# 越南裔老撾人
老撾，是越南的鄰國，同時有大量的越僑生活。

## 歷史
當老撾成為法國殖民地時，一些越南人成為法國行政體係中的管理人員，這種做法遭到佩差拉親王劇烈反對，曾在30年代企圖在政府行政上以老族取代越南人。越南皇帝保大帝在1945年宣布越南獨立後，一些越南人主張把老撾東北部的鎮寧高原併入越南，引起佩差拉亲王對他們的猜疑。

## 社團
一般相信有20000-79000越僑生活在老撾。在首都萬象，有招收越僑出身的幼兒院和小學，並以越南語為教學語言。